# Sara Schyfter
Sara E. Schyfter es una profesora, escritora y conferencista originaria de San José, Costa Rica, residente en los Estados Unidos de América. Maestra de literatura inglesa por la Columbia University. También ha sido catedrática de literatura española en la Universidad de Albany (Nueva York), en donde es decana del Colegio de Humanidades.
Sara Schyfter se formó académicamente en los Estados Unidos y obtuvo un doctorado en letras españolas de la Universidad de Búfalo. Se distingue por su conocimiento de la biblia, la religión y la historia judías.

## Obra
- Los judíos de Benito Pérez Galdós, 2013, Editorial Jus, México. Prólogo de Hugo Hiriart.[1]
- Contemporary Spanish Poetry, a bilingual anthology, coautoría con Louis Hammer, Sachem Press, 1983.